# Мелешко Володимир Іванович
Володимир Іванович Мелешко (26 січня 1925, Кринички — 11 січня 1987, Дніпропетровськ) — український науковець-металург, фахівець з листового металу та вальцювання. Доктор технічних наук (1972), професор (1976). Лауреат Державної премії УРСР в галузі науки і техніки (1970). Засновник наукової школи листопрокатників, розвинув теоретичні основи листопрокатного виробництва, розробив низку технічних методів та процесів.
Майже 40 років — науковий співробітник Інституту чорної металургії (1950—1987), з яких 16 років — завідувач відділу виробництва тонкого листа. Автор понад 100 наукових робіт, майже 50 авторських свідоцтв на винаходи. Учень академіка Олександра Чекмарьова.

## Життєпис
Народився 26 січня 1925 року в селі Кринички на Дніпропетровщині.
У 1947 році закінчив Дніпропетровський металургійний інститут. Відтоді протягом року працював на Дніпропетровському металургійному заводі. З 1948 року — асистент Дніпропетровського металургійного інституту.
З 1950 року до кінця життя — науковий співробітник Інституту чорної металургії, учень академіка Олександра Чекмарьова. У 1952 році закінчив аспірантуру при інституті, один із перших її випускників за спеціалізацією «Оброблення металу тиском». Тоді ж здобув науковий ступінь кандидата технічних наук, захистивши дисертацію на тему «Рациональная калибровка мелкосортных станов петлевой прокатки».
З 1963 року — завідувач лабораторії листової прокатки. Наприкінці 1960-х років Інститут чорної металургії став головною науково-дослідною установою з листопрокатного виробництва, цей напрям очолив Володимир Мелешко, який через рік обійняв посаду завідувача відділу виробництва тонкого листа. У 1972 році здобув науковий ступінь доктора технічних наук, захистивши дисертацію на тему «Теоретические и экспериментальные исследования и разработка оптимальной технологии производства тонких листов». У 1976 році затверджений у вченому званні професора.
Жив у Дніпропетровську, в будинку № 1 по вулиці Гоголя. Працював до останніх днів життя. Помер на 62-му році життя 11 січня 1987 року. Похований на Сурсько-Литовському кладовищі.
Син — науковець-механік, доктор фізико-математичних наук В'ячеслав Мелешко (1951—2011).

## Наукова діяльність
Автор понад 100 наукових робіт, майже 50 авторських свідоцтв на винаходи. Засновник наукової школи листопрокатників. Серед учнів Володимира Мелешка — доктори наук Геннадій Левченко, Валерій Мазур, Сергій Воробей тощо.
Спільно із Валерієм Мазуром, розвинув теоретичні основи листопрокатного виробництва, що дало змогу виготовляти високоякісну листову продукцію на Жданівському, Череповецькому, Магнітогорському, Новолипецькому, Карагандинському металургійному комбінатах.
Розробник низки технічних методів та процесів: попереднього підігріву валків станів гарячої прокатки, нових видів гарячекатаної сталі для холодного штампування, процес гарячої прокатки зі змащенням, промислових систем для її реалізації.
У 1970 році, разом із колегами, нагороджений Державною премією УРСР в галузі науки і техніки «за розробку, освоєння та широке промислове впровадження нового високопродуктивного процесу одночасної прокатки двох злитків на великих обжимних станах».

## Науковий доробок (частковий)
- Рациональная калибровка мелкосортных станов петлевой прокатки: диссертация кандидата технических наук : 05.00.00. — Днепропетровск, 1952. — 167 с. : ил.
- Силовые условия и режим обжатий на непрерывном тонколистовом станке 1680 горячей прокатки / Кандидаты техн. наук В. И. Мелешко и М. М. Сафьян. — [Москва]: [б. и.], [1959]. — 10 с. : ил., портр.
- Горячая прокатка листов: (справочник для рабочих) / М. М. Сафьян, В. И. Мелешко, Г. М. Кацнельсон. — Москва: Металлургиздат, 1963. — 167 с. : ил.
- Теория прокатки крупных слитков / А. П. Чекмарев, В. Л. Павлов, В. И. Мелешко, В. А. Токарев. — Москва: Металлургия, 1968. — 251 с. : ил.
- Теоретические и экспериментальные исследования и разработка оптимальной технологии производства тонких листов: диссертация доктора технических наук : 05.00.00. — Днепропетровск, 1972. — 340 с. : ил.
- Отделка поверхности листа. — Москва: Металлургия, 1975. — 272 с. : ил.
- Эмульсии и смазки при холодной прокатке / [В. К. Белосевич, Н. П. Нетесов, В. И. Мелешко, С. Д. Адамский]. — Москва: Металлургия, 1976. — 416 с. : ил.
- Производство автомобильного листа / М. А. Беняковский, В. Л. Мазур, В. И. Мелешко. — Москва: Металлургия, 1979. — 256 с. : ил.
- Прогрессивные методы прокатки и отделки листовой стали / В. И. Мелешко, А. П. Качайлов, В. Л. Мазур. — Москва: Металлургия, 1980. — 192 с. : ил.
- Технология прокатки и отделки широкополосной стали: Темат. отрасл. сб. / М-во чер. металлургии СССР, [Ин-т чер. металлургии]; Под науч. ред. В. И. Мелешко. — Москва: Металлургия, 1981. — 87 с. : ил.
- Горячая прокатка листовой стали с технологическими смазками / [Л. Г. Тубольцев, А. Ф. Килиевич, С. Д. Адамский, Н. П. Нетесов]; Под ред. В. И. Мелешко. — Москва: Металлургия, 1982. — 160 с. : ил.
- Производство горячекатаной и холоднокатаной листовой стали: Темат. отрасл. сб. / М-во чер. металлургии СССР; [Редкол.: В. И. Мелешко (отв. ред.) и др.]. — Москва: Металлургия, 1983. — 72 с. : ил.
- Технология производства широкополосной стали: Темат. отрасл. сб. / М-во чер. металлургии СССР; [Редкол.: В. И. Мелешко (отв. ред.) и др.]. — Москва: Металлургия, 1983. — 95 с. : ил.
- Прокатка широкополосной стали: Темат. сб. науч. тр. / Ин-т чер. металлургии; [Редкол.: В. И. Мелешко (отв. ред.) и др.]. — Москва: Металлургия, 1985. — 95 с. : ил.
- Прокатка металла со сварными соединениями / [В. Л. Мазур, В. И. Мелешко, Д. П. Галкин и др.]. — Москва: Металлургия, 1985. — 111 с.
- Улучшение качества горячекатаной широкополосной стали: темат. сб. науч. тр. / Ин-т чер. металлургии ; [редкол.: В. И. Мелешко (отв. ред.) и др.]. — Москва: Металлургия, 1986. — 111,[1] с. : ил.
- Повышение качества тонколистовой стали: Темат. сб. науч. тр. / Ин-т чер. металлургии; [Редкол.: В. И. Мелешко (отв. ред.) и др.]. — Москва: Металлургия, 1986. — 110 с. : ил.
- Интенсификация процессов производства тонколистового проката: Темат. сб. науч. тр. / Ин-т чер. металлургии; [Редкол.: В. И. Мелешко (отв. ред.) и др.]. — Москва: Металлургия, 1988. — 95 с. : ил.

### Авторські свідоцтва на винаходи (у співавторстві)
- 1961 — «Способ повышения производительности непрерывных и полунепрерывных прокатных станов горячей прокатки черных и цветных металлов»
- 1967 — «Смазка для холодной и тёплой обработки металлов»
- 1967 — «Дисковые ножницы»
- 1969 — «Смазочно-охлаждающая жидкость для холодной и теплой обработки металлов»
- 1970 — «Способ установки концов движущихся заготовок под обработку»
- 1970 — «Способ транспортирования штучного материала»
- 1971 — «Регулятор колебаний натяжения полосы на прокатных станах»
- 1972 — «Смазочно-охлаждающая жидкость для холодной обработки металлов давлением»
- 1972 — «Способ калибровки валков»
- 1972 — «Средство для холодной прокатки»
- 1972 — «Винтовое соединение»
- 1972 — «Способ калибровки прокатных валков»
- 1973 — «Натяжное устройство для полосы»
- 1974 — «Способ поверхностной обработки листового металла давлением»
- 1975 — «Способ обработки холоднокатаного стального листа для глубокой вытяжки»
- 1976 — «Способ прокатки полос»
- 1977 — «Способ подачи водомасляной эмульсии на валки стана горячей прокатки»
- 1978 — «Способ термической обработки низкоуглеродистой стали»
- 1978 — «Устройство для подач технологической смазки на прокатные валки»
- 1978 — «Устройство для измерения толщины смазочной пленки в очаге деформации»
- 1978 — «Способ смазки полосы при прокатке»
- 1979 — «Устройство для размотки рулонов полосы»
- 1979 — «Способ прокатки стальных полос»
- 1979 — «Способ формирования многослойного рулона»
- 1980 — «Способ намотки полосы, выходящей из прокатного стана на барабан моталки»
- 1980 — «Смазочно-охлаждающая жидкость для горячей обработки металлов»
- 1980 — «Способ бесконечной прокатки полос»
- 1980 — «Состав для промасливания горячекатаных травленых полос»
- 1980 — «Стан для прокатки полосы»
- 1980 — «Смазочно-охлаждающая жидкость для холодной прокатки стальных листов»
- 1980 — «Смазочно-охлаждающая жидкость для холодной прокатки металлов»
- 1981 — «Сталь»
- 1981 — «Способ регулирования температуры конца прокатки по длине раската»
- 1981 — «Агрегат поперечной резки полосы»
- 1981 — «Способ обработки горячекатаной полосы из низкоуглеродистой стали, стабилизированной алюминием»
- 1982 — «Способ регулирования толщины покрытия»
- 1982 — «Способ профилирования валков прокатного стана»
- 1982 — «Стан для горячей прокатки полосы»
- 1982 — «Способ резки полосового материала»
- 1983 — «Способ регулирования подачи полосы к ножницам»
- 1983 — «Способ оценки штампуемости листовых материалов»
- 1984 — «Устройство для газожидкостной обработки проката»
- 1985 — «Способ двухслойной холодной прокатки полос»
- 1985 — «Способ холодной прокатки полосового металла»
- 1986 — «Способ непрерывной прокатки наложенных полос»
- 1986 — «Способ травления горячекатаной низкоуглеродистой полосы»
- 1987 — «Способ бесконтактной транспортировки горячих рулонов от широкополосного стана»